# Hrabstwo Brazos

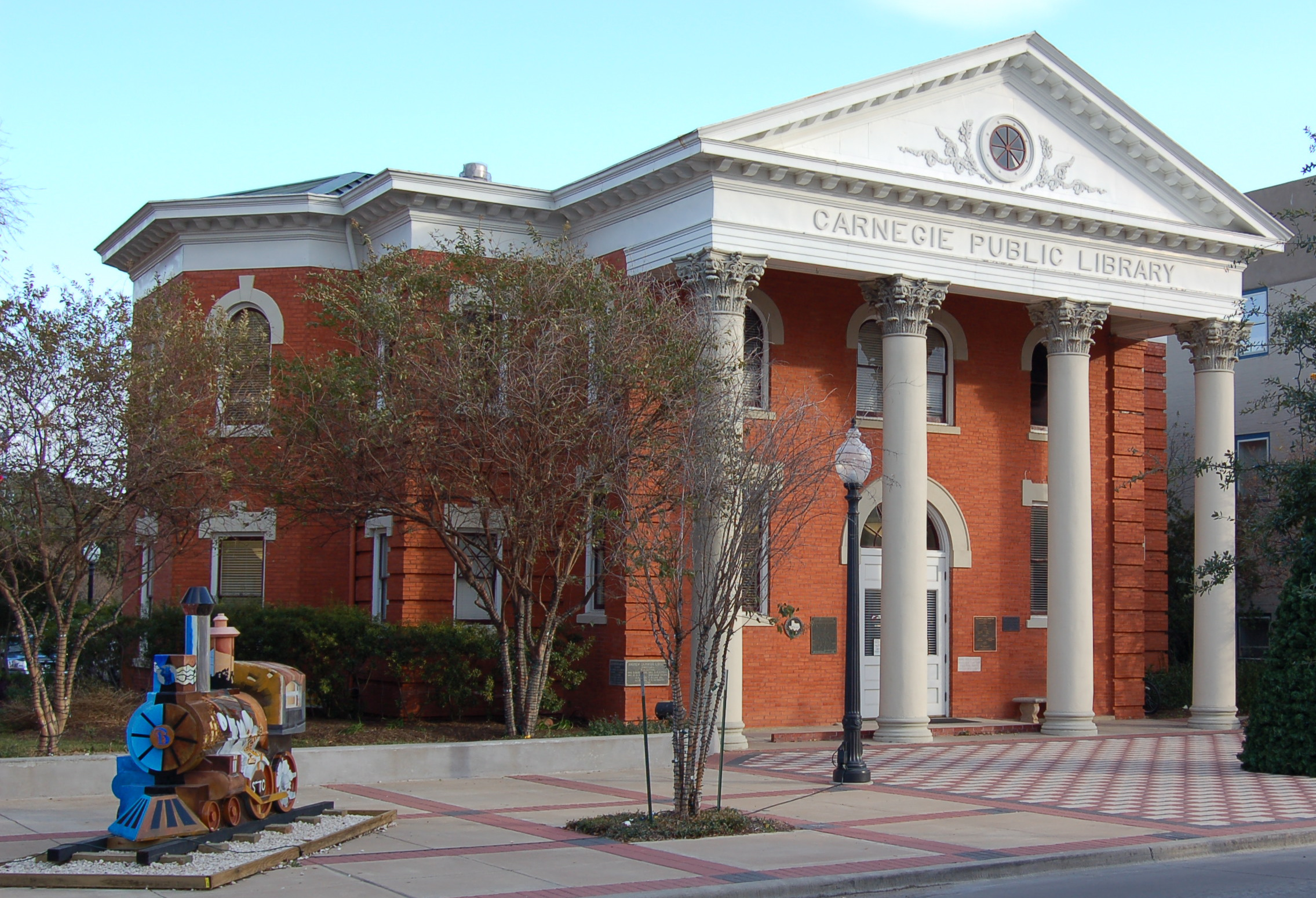
Budynek biblioteki publicznej w Bryan

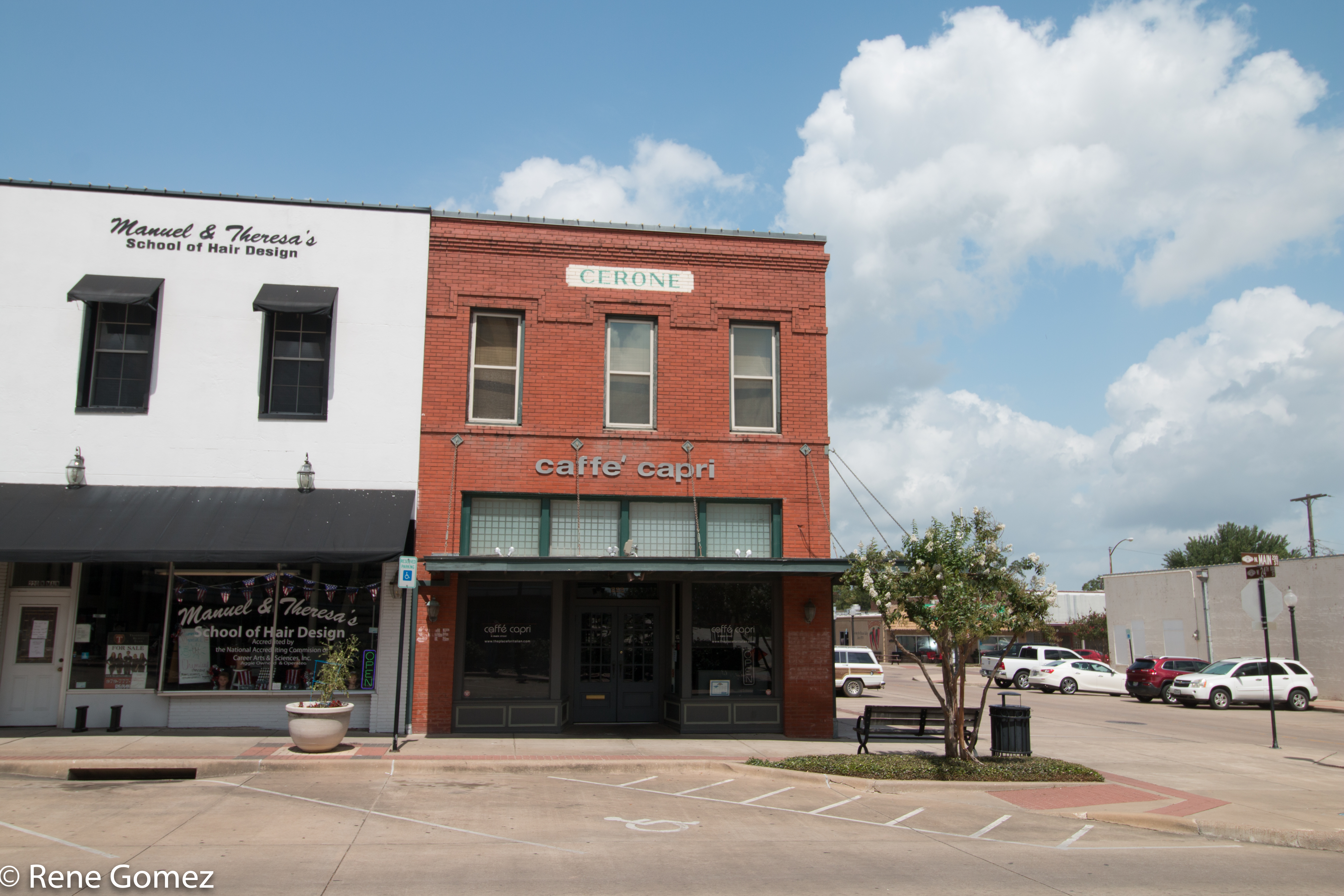
Zabytkowy sklep w Bryan

Hrabstwo Brazos – hrabstwo położone w USA, w środkowo-wschodniej części stanu Teksas, pomiędzy rzekami Brazos na zachodzie i Navasotą na wschodzie. Uznane za jedno ze 100 najszybciej rozwijających się hrabstw USA, w latach 2010–2020. Według danych z 2023 roku liczy 244,7 tys. mieszkańców. Siedzibą władz hrabstwa jest miasto Bryan, natomiast największym miastem jest College Station City.
W 1841 roku hrabstwo zostało wydzielone z trzech sąsiednich hrabstw, natomiast utworzone zostało w 1843 r.

## Miasta
- Bryan
- College Station City
- Kurten
- Millican
- Wixon Valley

## Sąsiednie hrabstwa
- Hrabstwo Burleson (południowy – zachód)
- Hrabstwo Grimes (wschód)
- Hrabstwo Madison (północny – wschód)
- Hrabstwo Robertson (północny – zachód)
- Hrabstwo Washington (południe)

## CDP
- Lake Bryan

## Gospodarka
Średni dochód gospodarstwa domowego (dane z 2022) w hrabstwie wynosi 57 562 dolarów, zaś dochód na mieszkańca 32 499 dolarów. 22,2% mieszkańców żyje poniżej relatywnej granicy ubóstwa. Najpopularniejszymi sektorami zatrudnienia mieszkańców hrabstwa Brazos, są: usługi edukacyjne (26 186 osób), handel detaliczny (13 177 osób), opieka zdrowotna i pomoc społeczna (11 730 osób), oraz zakwaterowanie i usługi gastronomiczne (11 009 osób).
Hrabstwo zajmuje 39. miejsce w stanie pod względem zysków ze zwierząt hodowlanych, które obejmują zwierzęta egzotyczne, drób, konie, trzodę chlewną, bydło i owce. Inne działalności obejmują uprawę drzewek świątecznych (1. miejsce w stanie), sadownictwo, wydobycie ropy naftowej, akwakulturę, uprawę bawełny i kukurydzy, wydobycie gazu ziemnego, oraz produkcję siana. 
Texas A&M University jest największym pracodawcą w hrabstwie. 

## Demografia
Według danych pięcioletnich z 2022 roku, 70,3% mieszkańców stanowili biali (54,4% nie licząc Latynosów), 26,3% Latynosi, 10,9% to czarni lub Afroamerykanie, 9% było rasy mieszanej, 5,9% Azjaci, 0,4% stanowiła rdzenna ludność Ameryki i 0,09% pochodziło z wysp Pacyfiku.
Do największych grup należą osoby pochodzenia meksykańskiego (22%), niemieckiego (13,6%), afroamerykańskiego, angielskiego (8,6%), irlandzkiego (7,6%), polskiego lub czeskiego (3,6%), „amerykańskiego” (3,3%), włoskiego (2,8%), francuskiego lub francusko–kanadyjskiego (2,7%) i szkockiego lub szkocko–irlandzkiego (2,5%).

## Religia
Religijność hrabstwa zdominowana jest przez wspólnoty protestanckie i katolickie, przy czym członkostwo w Kościele katolickim deklaruje 15,8% mieszkańców (36,9 tys.). Główne grupy protestanckie, to: południowi baptyści (16,9 tys.), ewangelikalni bezdenominacyjni (10,6 tys.), metodyści (9,4 tys.) i inni ewangelikalni. Mnogość religii niechrześcijańskich obejmowała: mormonów (3,5 tys.), muzułmanów (1,5 tys.), świadków Jehowy (0,9 tys.) i wiele innych grup.